# Madea: Matrimonio alle Bahamas
Matrimonio alle Bahamas (Madea's Destination Wedding) è un film del 2025 scritto, diretto ed interpretato da Tyler Perry.
Si tratta del tredicesimo film della saga di Madea.

## Trama
Madea e la sua famiglia si recano alle Bahamas per il matrimonio della pronipote Tiffany ma l'evento si preannuncia molto turbolento: Madea infatti non vuole lasciare il suo paese, Brian è scettico sul futuro genero mentre Tiffany comincia a dubitare della sua scelta. La madre di Tiffany invece comincia a comportarsi in modo strano.

## Distribuzione
Il film è stato distribuito in streaming sulla piattaforma Netflix l'11 luglio 2025.